# Collegamento a corrente continua Italia-Corsica-Sardegna
Il collegamento a corrente continua Italia-Corsica-Sardegna (anche chiamata SACOI; Sardegna-Corsica-Italia) è un'interconnessione HVDC utilizzata per lo scambio di energia elettrica tra la terraferma italiana, la Corsica e la Sardegna. È insolita, avendo più di due stazioni di conversione come parte di un singolo sistema HVDC e (al 2012) è uno dei pochi sistemi HVDC multi-terminale in funzione nel mondo (altri schemi multi-terminale sono il sistema di trasmissione Quebec-New England che collega gli Stati Uniti nord-orientali con il Quebec in Canada e i tre sistemi cinesi Nanao, Zhoushan e Zangbei). 

Mappa che mostra il percorso di cavo e linea

Lo schema è un monopolo che utilizza una combinazione di linea aerea e cavo sottomarino per il conduttore ad alta tensione a 200 kV e ritorno in mare per la corrente neutra. Le linee aeree e i cavi sottomarini sono duplicati, con entrambi i circuiti installati sulle stesse torri.
Lo schema è stato costruito in tre fasi; si tratta di uno dei due collegamenti elettrici esistenti tra la Sardegna ed il continente europeo (l'altro è il SAPEI, inaugurato nel 2011).

## SACOI 1 - Sistema arco di Mercurio (1968)

### Stazioni di conversione
Quando originariamente completato nel 1968 da English Electric, lo schema comprendeva due stazioni di conversione, a San Dalmazio in Toscana, sulla terraferma italiana, che si trovava vicino a un'area di produzione e offriva un collegamento a due linee da 220 kV, e Codrongianos in Sardegna. Ogni stazione di conversione fu valutata a 200 kV, 200 MW e consisteva in due ponti convertitori a 6 impulsi in serie. Il normale funzionamento era con entrambi i ponti in servizio, ma lo schema poteva funzionare al 50% della tensione e della potenza nominali bypassando un gruppo di convertitori su ciascuna estremità, per consentire l'esecuzione della manutenzione.
Ciascun ponte del convertitore a 6 impulsi consisteva di 6 valvole principali ad arco al mercurio più un 7 per le operazioni di bypass ad alta velocità. Ogni valvola fu valutata a 1000 A dc e aveva quattro colonne anodiche in parallelo, con raffreddamento ad aria usato sia per gli anodi che per i catodi della valvola.
Il regime originale fu commissionato nel 1967 e messo in esercizio commerciale nel gennaio 1968.
Le valvole ad arco di mercurio erano presenti sia a San Dalmazio che a Codrongianus, situate in una sala con una lunghezza di 60 metri, una larghezza di 20 metri e un'altezza di 15 metri. Le valvole sono ancora in queste sale, tuttavia il mercurio è stato rimosso, dopo la disattivazione del sistema ad arco di mercurio nel 1992.

### Linee e cavi di trasmissione
Lo schema è costituito da tre sezioni di linea aerea: una sulla terraferma italiana con una lunghezza di 22 chilometri (14 mi), uno in Corsica con una lunghezza di 156 chilometri (97 mi) e uno in Sardegna con una lunghezza di 86 chilometri (53 mi). Le sezioni della linea aerea utilizzano conduttori gemelli (ciascuno valutato a 1000 Adc) collegato in parallelo. Ogni conduttore ha una sezione trasversale del conduttore in alluminio di 628 mm² in Sardegna e in Italia e 755 mm² in Corsica.
Inoltre, ci sono due sezioni di cavi sottomarini: 105 chilometri (65 mi) tra Italia e Corsica e 16 chilometri (9,9 mi) tra Sardegna e Corsica. I cavi hanno sezioni dei conduttori di 1080 mm² a terra e 420 mm² per i cavi marittimi.

### Elettrodi marini
Lo schema era progettato per esportare energia dalle centrali a carbone in Sardegna verso la terraferma italiana, e quindi doveva operare solo in una direzione. Sebbene le stazioni di conversione siano intrinsecamente in grado di funzionare in entrambe le direzioni di trasmissione della potenza, è stato sfruttato il requisito unidirezionale del flusso di potenza per risparmiare sulla progettazione degli elettrodi marini. La corrente di ritorno del mare entra nel mare all'estremità della Sardegna ( Anodo ) e lascia il mare all'estremità della terraferma (Catodo). L'elettrodo di terraferma è costituito da rame nudo (una sezione di cavo di rame isolato con l'isolamento rimosso), che si corroderebbe rapidamente se utilizzato come anodo ma non subirebbe degrado se utilizzato come catodo. Tuttavia, l'elettrodo anodico in Sardegna ha richiesto un design più sofisticato utilizzando un tubo in titanio con rivestimento in platino, suddiviso in 30 sotto-elettrodi, al fine di prevenire la corrosione.

## Rubinetto della Corsica (1988)
Nel 1988 una terza stazione di conversione, valutata a 50 MW, insieme a un elettrodo di terra reversibile, è stato installato a Lucciana in Corsica, trasformando lo schema in uno schema multi-terminale per la prima volta. Al fine di consentire l'importazione o l'esportazione di energia verso o dalla Corsica anche se la direzione del flusso di energia è sempre dalla Sardegna verso l'Italia, la stazione di conversione Lucciana fu dotata di quadri di commutazione ad alta velocità.
A differenza dei due convertitori originali, la stazione di conversione Lucciana è stata costruita con valvole a tiristori isolate e raffreddate ad aria, fornite da CGE Alstom.

## SACOI 2 - Aggiornamento del 1992
Nel 1992 i convertitori di arco al mercurio di Condrongianos e San Dalmazio furono smantellati e furono costruite due nuove stazioni di conversione, usando valvole a tiristori raffreddate e isolate dall'aria simili a quelle fornite per il collegamento a Lucciana. All’estremità sarda, la nuova stazione di conversione fu costruita accanto alla stazione esistente, All’estremità sul continente fu costruita una nuova stazione di conversione a Suvereto, poiché questo sito offriva a differenza di San Dalmazio un'interconnessione alla rete a 380 kV. Allo stesso tempo, la valutazione del sistema fu aumentata a 300 MW, mantenendo la stessa tensione di 200 kV. Oltre a Suvereto come a Codrongianos, i convertitori sono situati in sale con una lunghezza di 38 metri, una larghezza di 15 metri e un'altezza di 11 metri.

## SACOI 3
Si prevede di sostituire lo schema esistente con un sistema bipolare di potenza pari a 400 MW chiamata SACOI 3. Funzionerà anche con una tensione di 200 kV. Mentre le linee aeree possono essere utilizzate senza modifiche, i cavi sotterranei e sottomarini devono essere sostituiti per permettere l'esercizio del cavo alla nuova potenza nominale. Verranno inoltre realizzati due nuovi convertitori nei siti esistenti a Suvereto e Codrongianos.

## Siti
| Sito                                                                           | Coordinate            |
| ------------------------------------------------------------------------------ | --------------------- |
| San Dalmazio HVDC, stazione di conversione (abbandonata)                       | 43°15′43″N 10°55′05″E |
| Suvereto HVDC, stazione di conversione (Toscana, terraferma italiana)          | 43°03′10″N 10°41′42″E |
| Salivoli, terminale cavo (Toscana, terraferma italiana)                        | 42°56′23″N 10°30′29″E |
| La Sdriscia, ramo linea di elettrodi (Toscana, terraferma italiana)            | 42°59′26″N 10°35′08″E |
| La Torracia, terminale linea di elettrodi (Toscana, terraferma italiana)       | 43°01′08″N 10°31′25″E |
| Salivoli, punto di arrivo del cavo (Toscana, terraferma italiana)              | 42°56′07″N 10°29′59″E |
| Bastia, terminale cavo (Corsica)                                               | 42°39′57″N 9°25′59″E  |
| Lucciana HVDC, stazione di conversione (Corsica)                               | 42°31′40″N 9°26′59″E  |
| Lucciana, ramo linea di elettrodi (Lucciana, Corsica)                          | 42°31′35″N 9°27′03″E  |
| Lucciana, terminazione cavo della linea di elettrodi ovest (Lucciana, Corsica) | 42°31′36″N 9°27′20″E  |
| Lucciana, terminazione cavo della linea di elettrodi est (Lucciana, Corsica)   | 42°31′37″N 9°27′22″E  |
| Casanova, terminale linea di elettrodi (Casanova, Corsica)                     | 42°32′12″N 9°28′51″E  |
| Pruniccia, terminale linea di elettrodi (Pruniccia, Corsica)                   | 42°32′34″N 9°29′48″E  |
| La Marana, elettrodo (Casanova, Corsica)                                       | 42°33′33″N 9°30′56″E  |
| Bonifacio, terminale cavo (Corse)                                              | 41°22′16″N 9°12′10″E  |
| Santa Teresa, terminale cavo (Sardegna)                                        | 41°14′49″N 9°10′55″E  |
| Punta Tramontana, elettrodo (Sardegna)                                         | 40°52′57″N 8°37′55″E  |
| Punta Tramontana, terminale linea di elettrodi (Sardegna)                      | 40°52′45″N 8°38′00″E  |
| Codrongianus HVDC, stazione di conversione (Sardegna)                          | 40°39′07″N 8°42′48″E  |